# Marie-José Piguet
Pour les articles homonymes, voir Piguet.
Marie-José Piguet, née le 21 avril 1941 à Gimel, est une écrivain vaudoise.

## Biographie
Marie-José Piguet fait des études commerciales, puis suit une formation d'infirmière à l'hôpital cantonal de Lausanne. Son premier roman Reviens ma douce reçoit le Prix Georges-Nicole.
Elle publie deux autres romans, Jean Fantoche, portrait d'un bouffon d'une auguste famille (1981) (pour lequel elle reçoit le Prix Schiller), Une demoiselle éblouissante (1987) et un recueil de contes à la tonalité britannique intitulé Petits contes d'outre-Manche (1990). L'écrivaine est en effet mariée au peintre Lionel Knight et s'est établie avec lui à Penzance, en Grande-Bretagne, puis à Exeter. On lui doit également de nombreuses contributions dans différentes revues, la Gazette de Lausanne, le Journal de Genève, Tribune, 24 Heures et Écriture. 
En 1999, elle termine un roman, Mademoiselle J. grimpe sur scène, encore inédit, qui reçoit une bourse de Pro Helvetia, avant de travailler sur une thèse de Master of Philosophy à l'Université d'Exeter sur le thème du sacré chez Catherine Colomb.
De roman en roman, Marie-José Piguet exploite le même thème : la tentation de l'ailleurs chez des filles nées à la campagne, d'abord sur le mode réaliste dans Reviens ma douce, ensuite sur un mode où le vraisemblable côtoie le fantastique.

## Sources
- « Marie-José Piguet », sur la base de données des personnalités vaudoises sur la plateforme « Patrinum » de la Bibliothèque cantonale et universitaire de Lausanne.
- Al. Nicollier, H.-Ch. Dahlem, Dictionnaire des écrivains suisses d'expression française, vol. 2, p. 678-680
- Histoire de la littérature en Suisse romande, sous la dir. de R. Francillon, vol. 4, p. 186-187, p. 451
- H.-Ch. Dahlem, Sur les pas d'un lecteur heureux guide littéraire de la Suisse, p. 471-472
- Marie-José Piguet dans Viceversa Littérature.